# Thierry Benoit
Pour les articles homonymes, voir Benoit.
Thierry Benoit, né le 13 septembre 1966 à Fougères (Ille-et-Vilaine), est un homme politique français. Il est député UDF puis UDI de la 6e circonscription d'Ille-et-Vilaine depuis juin 2007.

## Biographie
Fils d'une mère agricultrice et d'un père aide-soignant, Thierry Benoit grandit à Fougères où il effectue une grande partie de sa scolarité avant de rejoindre les Maisons Familiales Rurales (MFR) de Bretagne. Il commence sa vie professionnelle comme représentant de commerce dans le secteur du vin.
En 1989, âgé de 22 ans, il est élu conseiller municipal de Lécousse avant de devenir, en 2001, adjoint au maire, chargé du développement économique, de l'espace rural, de l'environnement et de la vie associative.
En 2004, Thierry Benoit devient conseiller général de Fougères Sud. Il sera successivement réélu à cette fonction en 2008, en 2012 et en 2015, en binôme avec Frédérique Miramont.
Candidat centriste lors des élections législatives de 2007, Thierry Benoit crée la surprise en battant (sous l'étiquette « centriste UDF ») la candidate sortante, Marie-Thérèse Boisseau (UMP), et devient député de la 6e circonscription d'Ille-et-Vilaine.
Jusqu'au 1er juillet 2008, il siège à l'Assemblée nationale comme député « non inscrit » et se présente, à l'instar de Jean Arthuis, comme « UDF historique » attaché à un rapprochement des forces centristes lors du congrès de Villepinte de novembre 2007.
Le 27 juin 2009, il participe au congrès fondateur du parti de Jean Arthuis, l'Alliance centriste, et devient président de la fédération d'Ille-et-Vilaine. Le 18 juin 2009, il est élu secrétaire général de l'Alliance centriste.
À l'issue des élections législatives du 17 juin 2012, il est réélu député en battant Louis Feuvrier, candidat de la majorité présidentielle. Il fait partie du groupe UDI qui regroupe les forces centristes à l'Assemblée nationale (Alliance centriste, Nouveau Centre, Parti radical).
En mars 2015, il est élu conseiller départemental du canton de Fougères-1 en tandem avec Frédérique Miramont.
Le 18 juin 2017, à l'issue du second tour des élections législatives, il est réélu député de la sixième circonscription d'Ille-et-Vilaine avec 57,87 % des suffrages, contre 42,13 % pour la candidate Nolwenn Vahé,.

## Missions
Thierry Benoit est membre de la Commission permanente des Affaires économiques de l'Assemblée nationale et membre titulaire de la commission supérieure du service public des postes et communications électroniques.
Auteur d'une proposition de résolution proposant la création d'une « commission d'enquête relative à l'impact sociétal, social, économique et financier de la réduction du temps de travail », il préside cette même commission de juillet à décembre 2014.
À la suite d'une table ronde organisée le 22 juillet 2015 à l'Assemblée nationale, il est nommé, sur proposition de la présidence de la Commission des Affaires économiques, co-rapporteur de la mission parlementaire sur l'avenir des filières d'élevage, avec la députée Annick Le Loch.

## Prises de position
Thierry Benoit a toujours revendiqué son appartenance au centre droit et n'a cessé de militer en faveur de l'union de la famille centriste. En 2007, il déclare à ce propos : « Ceux qui partagent les valeurs de l'UDF, du centre droit, doivent tisser des liens entre eux, discuter pour dépasser les divisions stratégiques qui ont ébranlé notre famille politique ».
En 2012, lors du vote de la loi sur le mariage pour tous, Thierry Benoit déclare : « Je redoute les difficultés de filiation qui résulteront du mariage homosexuel. Quelle société veut-on construire ? Qui nous dit que ces pertes de repères n’aboutiront pas, demain, à de la polygamie, par exemple ? »
Lors des élections municipales de 2020 à Rennes, il apporte son soutien à la candidate de la République en marche Carole Gandon.
Pendant les élections régionales de 2021, il soutient le candidat LREM Thierry Burlot en vue d’un rassemblement du centre gauche au centre droit.

## Mandats
- De 1989 à 2014 : conseiller municipal de Lécousse.
- De 2001 à 2014 : adjoint au maire de Lécousse.
- De 1995 à 2014 : conseiller communautaire de  Fougères communauté.
- Depuis 2004 : conseiller départemental d'Ille-et-Vilaine élu dans le canton de Fougères-Sud, puis le canton de Fougères-1.
- Depuis 2007 : député UDI d'Ille-et-Vilaine.
- Depuis 2011 : président de l'Association du Pays de Fougères[18].

## Vie familiale
Thierry Benoit est marié et père de deux enfants.